# Ottorino Caracciolo
 (mars 2025).
Si vous disposez d'ouvrages ou d'articles de référence ou si vous connaissez des sites web de qualité traitant du thème abordé ici, merci de compléter l'article en donnant les références utiles à sa vérifiabilité et en les liant à la section « Notes et références ».
Ottorino Caracciolo est un peintre impressionniste italien né en 1849 à Bari et mort le 12 juin 1880 dans le 10e arrondissement de Paris.

## Biographie
Né à Bari dans les Pouilles d'Enrico et Angelica di Giorgio, son frère aîné était Luigi Caracciolo, pianiste, chanteur et compositeur, ainsi que directeur de l'école de chant de la Royal Irish Academy of Music de Dublin.
Il étudie d'abord à Bari auprès du maître Nicola Zito puis au Belle Arti de Naples. Par la suite, Caracciolo s'installe à Paris, sur les conseils de l'ami de la famille Francesco Netti, de retour de son séjour français.
Il participe à l'Exposition universelle de Paris (1878) et, en 1880, il est admis au Salon de peinture et de sculpture avec les tableaux Panoplies et Une scène de boulevard. Ce peintre, dédié avant tout à l'activité de portraitiste, même en miniature, peu d'œuvres ont été identifiées aujourd'hui hormis le Portrait de Luigi Netti, frère du peintre (collection particulière), qui révèle une connaissance des tendances contemporaines françaises.
Outre les portraits et les miniatures, où il apporte un grand soin à la représentation de dames et de messieurs, ses œuvres se caractérisent par la représentation de scènes de la vie quotidienne dans les rues de Paris.
Doté d'une bonne technique, sa production fut limitée en raison de sa mort prématurée à seulement vingt-cinq ans.